# Deseo (The Sandman)
Deseo es uno de los Eternos, personajes creados por Neil Gaiman para su historieta The Sandman, publicada por Vertigo Cómics entre 1988 y 1995.

## Descripción
Deseo es la encarnación de todo lo que se desea, desde el amor y la lujuria hasta el alimento. En la historieta, es un andrógino atractivo y delgado, con ojos leonados. Es un personaje peligroso, gemelo de Desespero, y enemistado con Morfeo desde que Deseo incitara la pasión entre Killala y la Luz de Oa, su sol. Su signo es un corazón.

### Personalidad
Deseo está siempre al filo de la navaja, pues camina por el deseo de las personas y los seres. Es un personaje muy elegante y sensual, y decididamente cruel e irónico. Su orgullo es desmedido, pues cree controlar a todos los mortales. En muchos aspectos, es similar a un demonio tentador de la mitología cristiana y budista.

## Reino
El reino de Deseo se ve por primera vez en "Casa de Muñecas". Es una enorme estatua dorada de Deseo, surcada por nubes. Deseo habita en su corazón, grande como varias catedrales.
- Datos: Q2084013